# Krzysztof Badyda
Krzysztof Badyda – polski inżynier, profesor nauk technicznych o specjalności energetyka cieplna, maszyny i urządzenia energetyczne, ochrona środowiska w energetyce. Profesor zwyczajny na Wydziale Mechanicznym Energetyki i Lotnictwa Politechniki Warszawskiej.

## Życiorys
W 1977 roku ukończył studia magisterskie na Wydziale Mechanicznym Energetyki i Lotnictwa Politechniki Warszawskiej i rozpoczął na nim pracę naukową. W 1991 na MEiL PW uzyskał stopień doktora za rozprawę pt. Badanie własności dynamicznych układu parowo-gazowego z ciśnieniowym kotłem fluidalnym. 18 grudnia 2001, także na tym wydziale, uzyskał habilitację za pracę pt. Zagadnienia modelowania matematycznego instalacji energetycznych. Tytuł naukowy profesora w dziedzinie nauk technicznych otrzymał 5 grudnia 2011. Jego działalność naukowo–badawcza jest związaną z zagadnieniem modelowania matematycznego urządzeń i maszyn energetycznych. Ponadto zajmuje się tematyką ochrony środowiska w energetyce oraz energetykę rozproszoną, w tym odnawialną. 
W latach 2012–2016 zastępca dyrektora Instytutu Techniki Cieplnej Politechniki Warszawskiej ds. naukowych, a następnie dyrektor ITC PW. W latach 2005–2012 prodziekan MEiL PW. Członek Komitetu Problemów Energetyki Polskiej Akademii Nauk oraz Komitetu Termodynamiki i Spalania PAN w kadencji 2020–2023. 
Laureat nagrody SIEMENSA (2015) i licznych nagród uczelnianych. Członek rady naukowej czasopisma Energetyka. 

## Odznaczenia
- Srebrny Krzyż Zasługi (2000)[9].
- Złoty Krzyż Zasługi (2012)[10].
- Medal Komisji Edukacji Narodowej (2014)[11].

## Wybrane publikacje
- Badyda K., Miller A., Energetyczne turbiny gazowe oraz układy z ich wykorzystaniem, Wydawnictwo Kaprint, Lublin 2014, ISBN 978-83-937928-5-6.
- Badyda K., Laskowski R., Lewandowski J., Niewiński G., Wybrane modele matematyczne w diagnostyce i symulacji procesów cieplno–przepływowych w instalacjach energetycznych, Wydawnictwo Naukowe Instytutu Technologii Eksploatacji, Warszawa 2008, ISBN 978-83-7204-695-6.
- Badyda K., Wyzwania dla polskiej energetyki w wyniku transformacji struktury wytwarzania, w: Współczesne wyzwania prawa energetycznego, Wydawnictwo KUL Lublin 2016, ISBN 978-83-8061-325-6, s. 37–52.